# الحروب بين تكساس والهنود
الحروب بين تكساس والهنود (بالإنجليزية: Texas–Indian wars)‏ كانت سلسلة من الصراعات في القرن التاسع عشر بين مستوطني تكساس والهنود الجنوبيين قاطني السهول. بدأت تلك الصراعات مع انتقال الموجة الأولى من المستوطنين الأوروبيين الأمريكيين إلى تكساس الإسبانية. استمرت الصراعات في الزمن الذي كانت تكساس فيه جزءًا من المكسيك، عندما وصل المزيد من الأوروبيين والأمريكيين الإنجليزيين، وحتى وقت إعلان استقلال تسكاس لتكون جمهورية تكساس. لم تتوقف تلك الصراعات حتى ثلاثين عامًا بعد انضمام تكساس للولايات المتحدة.
بالرغم من احتلال الهنود لعدد من المناطق، كانت الأمة السائدة فيها هي كومانشي، المعروفين باسم «أرباب السهول». كانت منطقتهم، المسماة كومانشيريا، أقوى كيان ودائمة العداوة للإسبان والمكسيكيين، واستمرت عداوتها ضد تكساس. استمرت تلك الصراعات منذ عام 1820 قبل استقلال تكساس عن إسبانيا، وحتى عام 1875 عندما استسلمت العصابات الهندية والكومانشية بقيادة المحارب كواناه باركر، وانتقلوا إلى حي فورت ستيل في أوكلاهوما.
أصبح الصراع المستمر لنصف قرن بين قبائل السهول ومستوطني تكساس على أشده، بعد مغادرة الإسبان والمكسيكيون للسلطة في تكساس. عارضت ولاية تكساس بعد استيطان المزيد من الأوروبيين الأمريكيين بها، وكذلك عارضت الولايات المتحدة، وجود القبائل في المنطقة. اتسمت الحرب بين هنود السهول بالعداء الشديد، والمذابح على الطرفين، وإطباق شبه كامل في النهاية على الهنود.
كانت قبائل كومانشي من المحاربين البواسل، وكانت سمعتهم القتالية ومهاراتهم في الحرق والقتل والاختطاف والسلب منتشرة للجنوب حتى مدينة مكسيكو. عندما أنقذ لورانس سوليفان روس السيدة سينثيا آن باركر في نهر بيسي، لاحظ أن تلك الحادثة كان لها صداها في كل عائلة في تكساس، وكل من فقد ضحية في الحروب الهندية. لم يكن الجيش الأمريكي متفرغًا للدفاع عن الجبهة أثناء الحرب الأهلية الأمريكية، ما دفع قبائل كومانشي وكيوا لدفع المستوطنات البيضاء 100 ميل أخرى بمحاذاة حدود تكساس.

## الخلفية
تطورت تكساس في منطقة صراع بين مركزين ثقافيين رئيسين لأمريكا الشمالية قبل الكولومبية. احتلت القبائل الجنوبية الغربية مناطق الغرب واحتلت قبائل السهول مناطق الشرق. وجد علماء الآثار ثلاث حضارات أهلية قاطنة في المنطقة، وصلت تلك الحضارات لذروة تطورها قبل الاتصال الأوروبي. كان مركز شعوب بويبلو القديمة من ريو غراندي العليا في غرب تكساس. امتدت حضارة المسيسيبي أو بناة الروابي بمحاذاة حوض نهر المسيسيبي في شرق تكساس. تركزت حضارة وسط أمريكا في جنوب تكساس. بلغ تأثير تيوتيهواكان ذروته في شمال المكسيك حول 500 بعد الميلاد واضمحل عبر القرنين الثامن والعاشر.
دخل أعضاء الحضارات الجديدة وقاموا باستيطان المنطقة أثناء العصر الاستعماري، وبذلك نافسوا السكان الأصليين على الموارد والسلطة، وأصبحوا ندًا لهم. بدأ الأوروبيون بالاستيطان الدائم في تكساس حول ريو غراندي وحتى سان أنطونيو وإل باسو بدءًا من نهاية القرن السابع عشر، ووصلوا إلى ناكوغدوشس حول 1721. لم تصل كومانشي إلى المنطقة الشمالية للدولة حتى أوائل القرن الثامن عشر تقريبًا، ولم يصبحوا أمة بارزة في المنطقة حتى آخر القرن الثامن عشر، بعد استخدامهم للخيول. وصل العديد من هنود السهول الآخرين بالقرب من منتصف القرن الثامن عشر.

### الهنود في تكساس
شمل السكان الأصليون في تكساس الشمالية سكان بانهندل، وأطلق عليهم اسم القرويين السهليين الجنوبيين، ومنهم حضارة بانهندل، التي شملت أسلافهم من قبيلة ويتشيتا. شكلت تونكاوا تحالفًا لقبائل قاطنة في وسط تكساس. شملت القبائل القاطنة لشرق تكساس كل من كادو، ومنهم آداي وآيش، وهايناي، وكادوهاداتشو، وناكونو، وكيتساي. عاشت أكوكيسا وأتاكابا وكارانكاوا وتاميك بمحاذاة ساحل الخليج.
هاجرت أباش السهول وكيوا من الغرب إلى تكساس الحالية قبل الاتصال الأوروبي.
كانت كومانشي جزءًا من شعب شوشون حتى عام 1650 تقريبًا، ويعيشون إزاء نهر بليت العلوي في وايومنغ الحالية. نشأت كومانشي بصفتها مجموعة فريدة نحو عام 1650. وبحلول هذا الوقت، أجادوا استخدام الخيول، ما سمح لهم بمزيد من الحركة في سعيهم لأراضٍ جديدة للصيد. دفعتهم هجرتهم الأصلية إلى السهول الكبيرة الجنوبية، بمساحة من الأرض تمتد بين نهر أركانساس إلى وسط تكساس. ازداد تعداد السكان لديهم في ذلك الوقت بصورة ملحوظة بسبب وفرة الجاموس الأمريكي، واستخدامهم للخيول في الصيد والقتال، وإطلاقهم لقوافل هجرة من شعب شوشون، والنساء والأطفال الذين أسروهم أثناء غاراتهم وحروبهم. استخدم محاربوهم الخيول بفعالية، وأصبحت كومانشي أقوى أمة هندية على السهول.
دفعت الانتصارات العسكرية لكومانشي، مثل شوشون، بهم نحو السهول الجنوبية. كانوا مفصولين عن شوشون ونشأوا بصفتهم أمة مستقلة. كانت حروبهم مبنية على السرعة والعنف المحسوب، ليطوروا مهارة فارسية فائقة. كانوا يأسرون العديد من النساء والأطفال من قبائل الهنود الخصوم أثناء الغارات، ويحافظون عليهم ويتبنوهم، ما أدى إلى زيادة تعدادهم بكثرة. نالت القبائل المستسلمة والخاضعة لسلطة كومانشي حيزًا ووفر لهم الغذاء والمأوى والنساء.
عندما احتكت قبيلة كومانشي بالمستعمرين الإسبانيين ودخلوا في الصراع معهم، أوقفوا توغلهم إلى شرق نيو مكسيكو ومنعوا أي تواصل مباشر بينهم وبين المستوطنات الإسبانية الجديدة في شمال ريو غراندي. شنت كومانشي وحليفتها أباتشي غارات عميقة، وأرسلوا الآلاف، ومئات الآلاف أحيانًا من المحاربين إلى المكسيك، واستطاعوا أسر واستعباد آلاف المكسيكيين بنجاح. وفي النهاية، كانت الأعداد ضخمة للغاية، لدرجة أن الهسبان شكلوا ما يقرب من ثلث نسبة أمة كومانشي. لم يكن هناك مركز معروف للكومانشي، ولم يشكلوا قبيلة واحدة متماسكة تاريخيًا، ولكنهم انقسموا إلى عشرات المجموعات الذاتية. كان للإثنى عشر عصابة ما يبلغ 45 قسمًا متميزًا. تشاركت تلك الجماعات نفس اللغة والثقافة، ولكنها تصارعت داخليًا في طقوس قتالية، حتى بعد تعاونهم في أوقات أخرى.
استقرت قبائل تونكاوا ويوجوانيس وغيرها إزاء نهر سان غابريال في أربعينيات القرن الثامن عشر. تحالفت قبيلة تونكاوا مع بيدايس وكادوس وويتيتاس وكومانشي ويوجوانيس في عام 1758، وهاجموا وحطموا قبائل أباش الليبان.
استمرت تونكاوا في هجرتها للجنوب إلى تكساس وشمال المسكيك حيث تحالفوا الأباش الليبان.
أسر المستوطنون الإسبانيون بعض الأطفال من الهنود الأمريكيين أثناء أربعينيات القرن الثامن عشر. انتشرت ممارسة تعميد الأطفال وتبنيهم في منازلهم بعد ذلك، لينشأوا خادمين. شملت تلك الممارسة في البداية أطفال الأباش فقط، ولكنها طالت أطفال كومانشي أيضًا. 
انحسر التأثير الواسع للأباش في غرب تكساس، الذي استمر قبل 1750، بعد توغلات كومانشي العسكرية. بدأت كومانشي منذ أربعينيات القرن الثامن عشر بعبور نهر أركانساس وعززوا أنفسهم على هامش للانو إستاكادو. امتدت تلك المنطقة من أوكلاهوما الجنوبية وعبر بانهندل تكساس إلى نيومكسيكو. استُنزف الأباش في سلسلة من الحروب، وسيطرت كومانشي على المنطقة. امتدت هذه السيطرة جنوبًا من نهر أركانساس وعبر وسط تكساس إلى جوار سان أنطونيو، لتشكل كامل هضبة ادواردز غربًا إلى نهر بيكوس ثم للشمال مرة أخرى من تلال الجبال الصخرية إلى نهر أركانساس.
أصيبت كومانشي بوباء الجدري بين عامي 1780 و1781، بعد استنزافهم للأباش. كان الوباء شديدًا، فعلقت كومانشي الغارات مؤقتًا، وخرجت بعض أقسام كومانشي من التشكيلات العصابية. ضربهم وباء جدري آخر بين عامي 1816 و1817. يُقدر عدد الوفيات التي وقعت ضحية الوباء على الأرجح بما يفوق نصف تعدادهم.
تحالفت كومانشي مع كيوا، وأباش كيوا، بعد البلاء الذي أصابهم وخسارتهم لعدد كبير، وذلك بعدما قضى أحد محاربي كيوا فصلًا كاملًا في كومانشي في عام 1790. اعتقد فيهريناش أن الاتحاد حتمي؛ لضرورة حماية أراضي الصيد الخاصة بهم من توغل المستوطنين. وافقت كيوا وكومانشي على تشارك أراضي الصيد والاتحاد في الحروب. انضمت أباش كيوا، حليفة كيوا، لهذا التحالف. وفي الأخير وافقت القبائل الثلاثة على تشارك نفس أراضي الصيد والدفاع المشترك وميثاق الحرب.
هاجرت ألاباما وكواساتي إلى شرق تكساس بداية من ثمانينيات القرن الثامن عشر، ويشكلون اليوم قبيلة ألاباما-كوشاتا المعترف بها فيدراليًا.